# Poa anae
Poa anae là một loài cỏ trong họ hòa thảo, thuộc chi poa.